# ماساکی کایتو
ماساکی کایتو (انگلیسی: Masaki Kaito؛ زادهٔ ۲۴ سپتامبر ۱۹۶۳) بازیکن والیبال اهل ژاپن بود.